# 格尔木机场
格尔木机场位於中國青海省海西蒙古族藏族自治州格尔木市西郊，距市中心12公里，是一個國內民用機場，机场海拔高度2842米，跑道长4800米，宽50米。格尔木机场于1969年作为二级永备军民合用机场開始興建，1971年竣工，2003年、2016年改扩建。机场飞行区等级为4D级。机场最早正式开航于1974年11月，但因缺乏适合高原飞行的飞机等原因，曾多次停航。

## 航空公司与航点
2025夏秋航季
| 航空公司     | 目的地         |
| ------------ | -------------- |
| 中国东方航空 | 西宁、西安     |
| 首都航空     | 西宁、西安     |
| 西藏航空     | 西宁、成都双流 |
| 中國西部航空 | 拉萨、郑州     |

## 外部連結
- 格爾木機場